# Собор Сошествия Святого Духа (Ниш)
Собор Сошествия Святого Духа (серб. Саборни храм Силаска Светога Духа на Апостоле) — кафедральный собор Нишской епархии Сербской православной церкви.

## История
Строительство храма стало возможным после подписания Парижского мирного договора в 1856 году, когда османы под давлением великих держав были вынуждены даровать христианам свободу вероисповедания. В том же году нишский митрополит Иоанникий II получил султанский фирман с разрешением на строительство нового собора в Нише. Договор на проведение строительных работ был заключён с мастером Андреем Дамьяновым из Велеса. Краеугольный камень освятили 18 октября 1856 года, а работы по возведению начались весной 1857 года.
Вдохновлённая успехами русских войск в Русско-турецкой войне, в декабре 1877 года Сербия присоединяется к войне против Османской империи. Почти готовый собор турецкие войска использовали как склад оружия, но после недолгой борьбы Ниш был освобождён и 13 февраля 1878 года, на праздник Симеона Мироточивого, митрополит Белградский Михаил в сослужении епископа Нишского Виктора и епископа Пиротского Евстафия совершил освящение храма. На освящении храма присутствовал князь Милан Обренович, подаривший собору колокол. Ещё три колокола подарили жители Ниша, а ещё один был вылит из трофейной турецкой пушки. В 1913 году в честь празднования 1600-летия Миланского эдикта русский император Николай II дарит храму драгоценные сосуды.
Во время болгарской оккупации 1915—1918 годов собор занимали священники Болгарского экзархата. В сентябре 1921 года епископ Нишский Досифей перезахоронил в крипте на южной стороне собора останки сербских священников, убитых болгарами возле села Елашница в 1915 году. В 1930-х годах стены храма расписал В. Я. Предаевич. В 1937 году по проекту А. И. Медведева надстроена колокольня с часами. 4 апреля 1944 года северная часть собора пострадала от бомбардировки авиацией союзников, но к июню 1945 года храм был полностью восстановлен.
12 ноября 2001 года храм разрушен пожаром. В огне погиб иконостас работы Луя Капелника. Обрушились купола храма. Собор был полностью восстановлен и освящён 8 октября 2006 года.